# Peter Nyborg
Pour les articles homonymes, voir Nyborg (homonymie).
Peter Nyborg, né le 12 décembre 1969 à Göteborg, est un joueur de tennis suédois.
Au cours de sa carrière, il a remporté 5 tournois en double et atteint 6 finales.

## Palmarès

### Titres en double messieurs
| No | Date       | Nom et lieu du tournoi     | Catégorie           | Dotation  | Surface         | Partenaire       | Finalistes                              | Score           |          |
| -- | ---------- | -------------------------- | ------------------- | --------- | --------------- | ---------------- | --------------------------------------- | --------------- | -------- |
| 1  | 19-04-1993 | KAL Cup Korea Open Séoul   | World Series        | 175 000 $ | Dur (ext.)      | Jan Apell        | Neil Broad Gary Muller                  | 5-7, 7-6, 6-2   |          |
| 2  | 06-03-1995 | Copenhagen Open Copenhague | World Series        | 203 000 $ | Moquette (int.) | Mark Keil        | Guillaume Raoux Greg Rusedski           | 6-7, 6-4, 7-6   |          |
| 3  | 24-02-1997 | Italian Indoors Milan      | Championship Series | 689 250 $ | Moquette (int.) | Pablo Albano     | David Adams Andreï Olhovskiy            | 6-4, 7-6        |          |
| 4  | 26-07-1999 | Generali Open Kitzbühel    | Series Gold         | 500 000 $ | Terre (ext.)    | Chris Haggard    | Alex Calatrava Dušan Vemić              | 6-3, 64-7, 7-64 |          |
| 5  | 09-09-2002 | Open Romania Bucarest      | Int' Series         | 356 000 $ | Terre (ext.)    | Jens Knippschild | Emilio Benfele Álvarez Andrés Schneiter | 6-3, 6-3        | Parcours |

### Finales en double messieurs
| No | Date       | Nom et lieu du tournoi                            | Catégorie    | Dotation  | Surface         | Vainqueurs                             | Partenaire     | Score         |          |
| -- | ---------- | ------------------------------------------------- | ------------ | --------- | --------------- | -------------------------------------- | -------------- | ------------- | -------- |
| 1  | 06-06-1994 | Continental Grass Court Championships Bois-le-Duc | World Series | 288 750 $ | Gazon (ext.)    | Stephen Noteboom Fernon Wibier         | Diego Nargiso  | 6-3, 1-6, 7-6 |          |
| 2  | 25-09-1995 | Davidoff Swiss Indoors Basel Bâle                 | World Series | 975 000 $ | Dur (int.)      | Cyril Suk Daniel Vacek                 | Mark Keil      | 3-6, 6-3, 6-3 |          |
| 3  | 12-02-1996 | Marseilles Open Marseille                         | World Series | 514 250 $ | Dur (int.)      | Jean-Philippe Fleurian Guillaume Raoux | Marius Barnard | 6-3, 6-2      | Parcours |
| 4  | 18-03-1996 | St. Petersburg Open Saint-Pétersbourg             | World Series | 300 000 $ | Moquette (int.) | Ievgueni Kafelnikov Andreï Olhovskiy   | Nicklas Kulti  | 6-3, 6-4      |          |
| 5  | 08-07-1996 | Swedish Open Båstad                               | World Series | 303 000 $ | Terre (ext.)    | David Ekerot Jeff Tarango              | Joshua Eagle   | 6-4, 3-6, 6-4 |          |
| 6  | 09-11-1998 | Stockholm Open Stockholm                          | Int' Series  | 800 000 $ | Dur (int.)      | Nicklas Kulti Mikael Tillström         | Chris Haggard  | 7-5, 3-6, 7-5 |          |

## Résultats en Grand Chelem

### En double mixte
| Année | Open d'Australie                 | Open d'Australie                  | Roland-Garros | Roland-Garros | Wimbledon | Wimbledon | US Open | US Open |
| ----- | -------------------------------- | --------------------------------- | ------------- | ------------- | --------- | --------- | ------- | ------- |
| 1996  | 1er tour (1/16) Maria Strandlund | Rachel McQuillan David Macpherson |               |               |           |           |         |         |
| 1997  | 1er tour (1/16) Debbie Graham    | Kerry-Anne Guse Piet Norval       |               |               |           |           |         |         |
| 1998  | 1er tour (1/16) Helena Vildová   | Kristie Boogert Donald Johnson    |               |               |           |           |         |         |

Sous le résultat, la partenaire ; à droite, l'ultime équipe adverse.